# Hōjō Yoshitoki
Hōjō Yoshitoki (jap. 北条 泰時; * 1163; † 1224) war als shikken der tatsächliche Herrscher über das Kamakura-Shogunat zu einer Zeit, als sich seine Familie auf dem Höhepunkt ihrer Macht befand.

## Lebensweg
Hōjō Yoshitoki war der zweite, aber älteste überlebende, Sohn des Hōjō Tokimasa, der Schlüsselfigur beim Aufstieg der Hōjō zur beherrschenden Familie des Kamakura-Shogunats.
Yoshitoki nahm als Teil der Leibwache des Shoguns Minamoto no Yoritomo († 1199) am Gempei-Krieg teil. Seine ältere Schwester Masako war die Frau des Shoguns. 1203 stellte sie mithilfe ihres Bruders den Sohn des Shoguns Minamoto no Yoriie kalt. Nachdem sie zwei Jahre später auch noch ihren Vater Tokimasa verbannt hatten, konnte sich Yoshitoki zum De-facto-Herrscher über das Bakufu aufschwingen. Der De-jure-Shogun, Kujō Yoritsune war zur Herrschaft wenig befähigt.
1217/12/13 wurde er zum Provinzgouverneur von Mutsu (陸奥守, Mutsu no kami), wovon er 1222/8/16 zurücktrat.
Der Sieg der Krieger über die höfische Fraktion im Jōkyū-Krieg 1221 stellte die Dominanz über den Kaiserhof endgültig sicher. Nach der Ermordung von Ōe Chikahiro und Iga Mitsusue, Bruder der letzten Frau Yoshitokis, durch Truppen des rebellierenden Go-Toba im Jōkyū-Krieg, wurde im Bezirk Rokuhara der Hauptstadt eine starke Garnison (Rokuhara Tandai) zum Schutz der Interessen des Bakufu stationiert. Dadurch wurde auch das kontrollierte Territorium nach Westen erweitert. Die infolge des Krieges konfiszierten 3000 Latifundien wurden unter den Hōjō und den Bakufu-Vasallen verteilt. Die Ernennung von Regenten für Kaiser, sowie der Rücktritt eines Tennō erforderten nun die Zustimmung des Bakufu, in dem die Hōjō bis 1333 bestimmend wurden.
Yoshitoki starb 1224, vermutlich vergiftet von einer seiner Frauen, einer Tochter des Iga Tomomitsu. Dies war Teils eines Komplotts unter Beteiligung der Miura bei dem zum einen Masamura anstelle des älteren Yasutoki shikken werden sollte. Sie wurde unterstützt von den Ichijō, die anstelle des designierten Kujō Mitora (als Shogun: Yoritsune) ihren Favoriten Sanemasa installieren wollten. Die Verschwörer wurden von Yasutoki nur verbannt, Masamura für unschuldig befunden.

### Familie
Frauen:
- Awa no tsubone aus dem Minamoto-Klan
- Hime no Mae, Tochter des Hiki Tomomune (seit 1192)
- eine Tochter des Iga Tomomitsu, vermutlich seine Giftmörderin
- Iga Mitsumune eine Tochter des Iga Tomomas, aus dem Uda-Zweig der Minamoto

Söhne:
1. Hōjō Yasutoki * 1183 von Awa no tsubone; ab 1224 shikken als Nachfolger seines Vaters; † 1242
2. Hōjō Tomotoki * 1194 (Hime no Mae); General im Jōkyū-Krieg; Begründer der Nagoshi-Linie der Familie, 1247 in ein Kloster verbannt
3. Hōjō Shigetoki * 1198 (Hime no Mae)
4. Hōjō Masamura * 1205; Beamter des Bakufu.
5. Tokinori (jung verstorben)
6. Naomura (jung verstorben)
7. Hōjō Aritoki (Tochter des Iga Tomomasa)
8. Hōjō Saneyasu (Mutter unbekannt), starb im jugendlichen Alter, bevor er in der Verwaltung Karriere machen konnte. Sein Sohn Hōjō Sanetoki wurde zum Begründer der Bibliothek von Kanazawa, der ersten Bildungsstätte im Kantō.
9. Hōjō Tokinao (Mutter unbekannt); Beamter des Bakufu.

Töchter:
Die Töchter wurden in hochrangige Adelsfamilien verheiratet, um den Status der usurpierenden Familie zu heben.
1. verheiratet zuerst mit Ichijō Sanemasa, später mit Michitoki aus dem Murakami-Zweig der Minamoto.
2. verheiratet zuerst mit Ōe Chikahiro der im Jōkyū-Krieg auf der Seite Go-Tobas fiel. Ihr zweiter Mann war naidaijin Tsuchimikado Sadamichi
3. Frau des Fujiwara no Saneari
4. Frau des Nakahara Takatoki
5. Frau des Ichijō Yoshimoto
6. Frau des Ashikaga Sadauji